# Jangsu-myeon
Jangsu-myeon (koreanska: 장수면) är en socken i den centrala delen av Sydkorea, 165 km sydost om huvudstaden Seoul. Den ligger i stadskommunen Yeongju i provinsen Norra Gyeongsang. 